# 大麻町桧
大麻町桧（おおあさちょうひのき）は、徳島県鳴門市の大字。大麻町檜とも記載される。郵便番号は779-0225。

## 地理
鳴門市の西端に位置。東は板東谷川をもって大麻町板東に、北は讃岐山脈の分水嶺をもって北灘町折野に、西は板野郡板野町に、南は旧吉野川をもって板野郡藍住町に接する。
北半は山地、南半は板東谷川の扇状地からなり、ほとんどが農業地域。北半は果樹園、南半は水田地帯となっている。谷間に農業用溜池が発達している。町内会は桧東・桧西・桧北の3組に分かれる。
南部をJR高徳線が東西に横断し、その北側を徳島県道12号鳴門池田線とそのバイパスが並行する。また主要地方道から徳島県道225号檜藍住線が南方へ分岐し、旧吉野川には桧橋が架設されている。北方へは徳島県道41号徳島北灘線が卯辰越を越えて北灘町折野へ通じている。
第一次世界大戦時のドイツ兵捕虜を収容した板東俘虜収容所跡は現在はドイツ村公園となっており、近傍には鳴門市ドイツ館や道の駅第九の里がある。また2006年に公開された映画『バルトの楽園』のロケセットを観光化した阿波大正浪漫 バルトの庭があったが、2015年5月6日限りで閉園した。
また1990年頃より戸建形式の団地であるリューネの森が建設され、新興住宅地として世帯数や人口を順調に伸ばしつつあるほか、この影響で周囲の施設・道路網等が整備されつつもある。例としてリューネの森北側には、2002年に高松自動車道が開通すると共に鳴門西PA及び鳴門西BSが設置され、鳴門西BSからは京阪神及び高松方面行きの高速バスに乗車することができ、霊山寺への最寄高速バス停としても活用されている。

### 地形

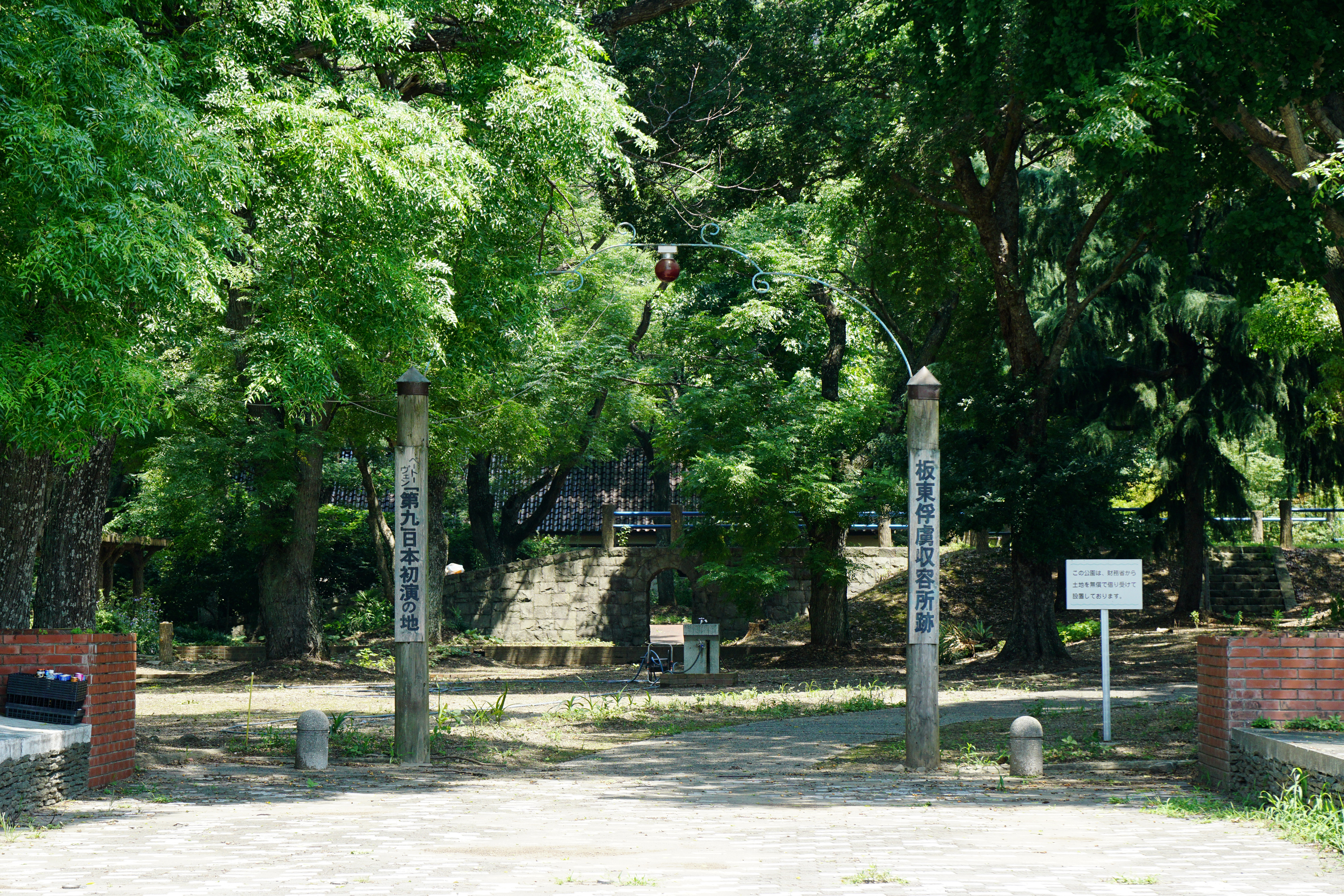
ドイツ村公園

- 山：大麻山
- 川：旧吉野川、板東谷川、寺前谷川

### 小字

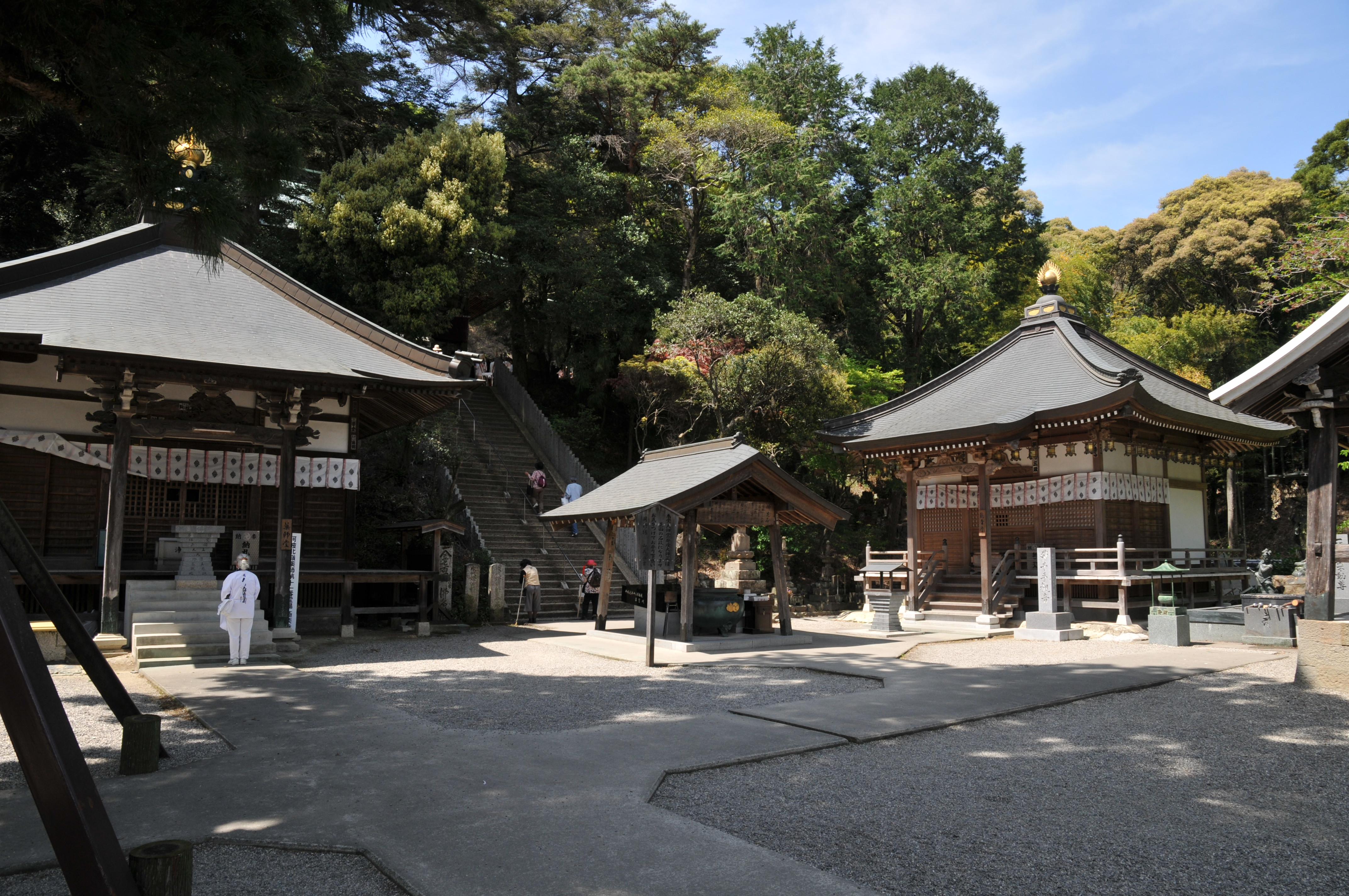
字ダンノ上にある極楽寺

| - 石地 - 尾山谷 - 蔭ケ谷 - 笠籠谷 - カルカヱ | - 川原バ - 栗ノ木 - 高麗 - コモガ池 - 椎尾谷 | - 七反田 - シル谷 - スサキ - 谷口 - ダンノ上 | - 中山田 - 西谷山 - 西谷 - 西山田 - 野神ノ北 | - 東バリ - 東山田 - 前田 - 丸山 - 道ノ北 | - 道ノ南 - 宮ノ北 - 宮ノ西 - 山下 - 六反田 |  |

## 歴史
江戸期から1889年（明治22年）にかけては板東郡および板野郡の村であった。寛文4年（1662年）より板野郡に属す。
1889年に同郡板東村の大字となった。1915年（大正4年）11月より板東町の大字となる。1959年（昭和34年）4月に板東町と堀江町が合併し大麻町が誕生し同町の大字となる。1967年（昭和42年）に大麻町が鳴門市に編入され現在の鳴門市の大字となる。

## 世帯数と人口
2022年（令和4年）7月31日現在の世帯数と人口は以下の通りである。
| 町丁     | 世帯数  | 人口    |
| -------- | ------- | ------- |
| 大麻町桧 | 962世帯 | 2,090人 |

## 小・中学校の学区
市立小・中学校に通う場合、学区は以下の通りとなる。
| 番地 | 小学校             | 中学校             |
| ---- | ------------------ | ------------------ |
| 全域 | 鳴門市立板東小学校 | 鳴門市立大麻中学校 |

## 施設

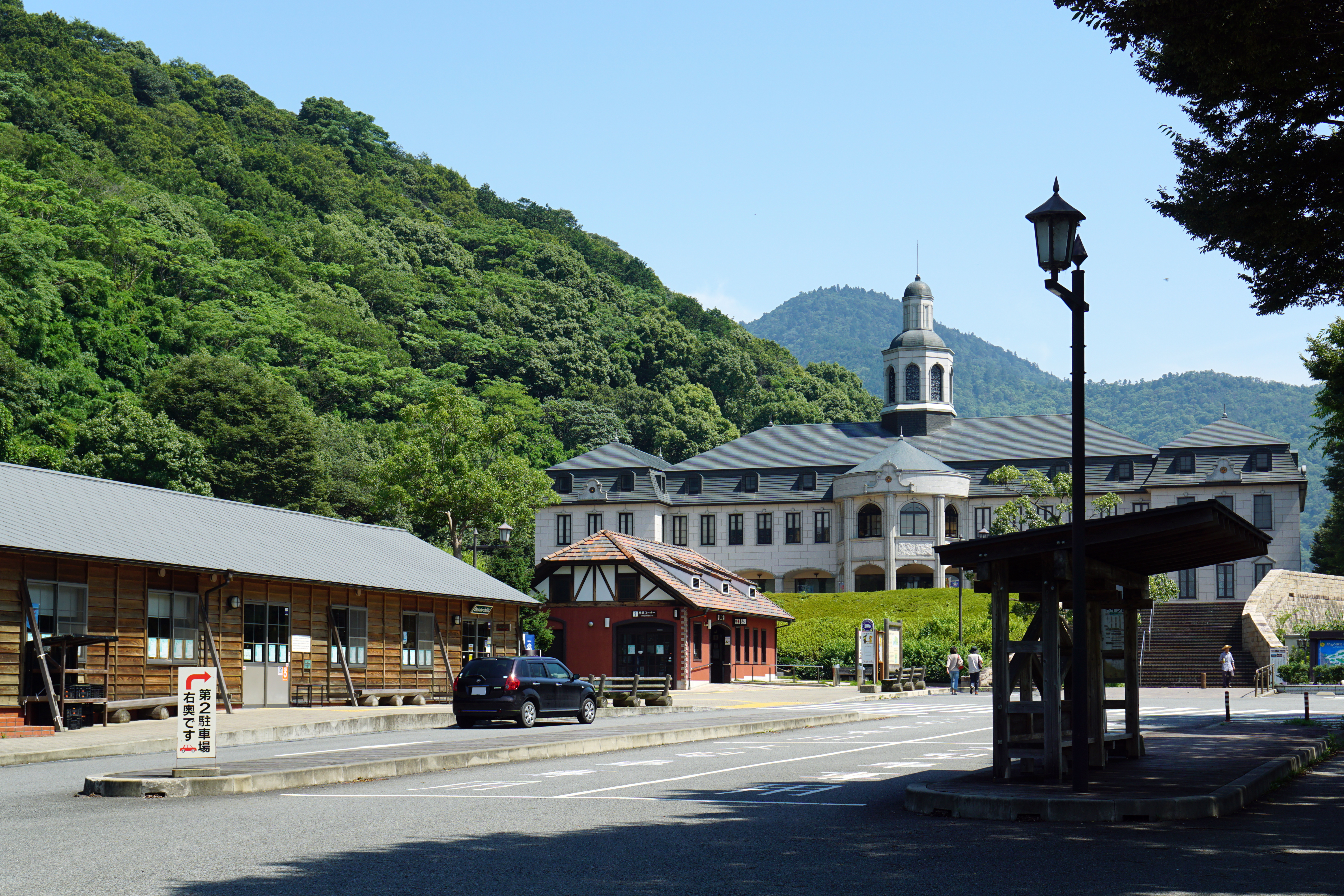
道の駅第九の里

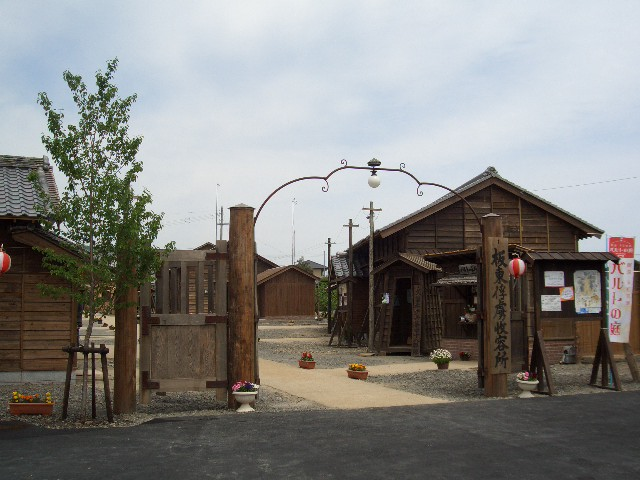
バルトの庭

- ドイツ村公園（板東俘虜収容所跡）
- 鳴門市ドイツ館（とくしま88景）
- 鳴門市賀川豊彦記念館
- 道の駅第九の里
- 阿波大正浪漫 バルトの庭（閉園）
- 極楽寺（四国八十八箇所霊場第二番札所）
- 卯辰越
- リューネの森

## 交通

### 道路
高速道路
- 高松自動車道 鳴門西パーキングエリア

都道府県道
- 徳島県道12号鳴門池田線
- 徳島県道41号徳島北灘線
- 徳島県道225号檜藍住線

### 高速バス
- 鳴門西バスストップ

### 路線バス
徳島バス
- ドイツ館
- 桧
- 二番札所前